# Unciaal 071
Unciaal 071 (Gregory-Aland), ε 015 (Soden), is een van de Bijbelse handschriften in Griekse taal. Het dateert uit de 5e eeuw (6e eeuw) en is geschreven met hoofdletters (uncialen) op perkament.

## Beschrijving
Het bevat de tekst van de Evangelie volgens Matteüs (1,21-24; 1,25-2,2). De gehele Codex bestaat uit 1 blade (7 × 9,5 cm) en werd geschreven in een kolom per pagina, 13 regels per pagina.
De Codex is een representant van het Alexandrijnse tekst-type, Kurt Aland plaatste de codex in Categorie II.

## Geschiedenis
Het handschrift bevindt zich in de Harvard-universiteit (Semitic Museum, 3735), in Cambridge (Massachusetts).